# Maria i Mirabela
Maria i Mirabela (ros. Мари́я, Мирабе́ла, rum. Maria, Mirabela) – radziecko-rumuński film animowano-fabularny z 1981 roku w reżyserii Ion Popescu-Gopo.

## Obsada
- Gilda Manolescu jako Maria
- Medeea Marinescu jako Mirabela

## Fabuła
Dwie siostry Maria i Mirabela mieszkają na skraju lasu. W lesie tym żyją zwierzątka, z którymi Maria jest zaprzyjaźniona, a które lekceważy samolubna Mirabela. Pewnego razu siostry spotykają u źródła żabkę Oachy, którą dotknęła tragedia: urażona niefortunną odpowiedzią na swoje pytania Wróżka Lasów uwięziła nóżki żabki w lodzie. Maria pomimo sprzeciwów Mirabeli pragnie pomóc Oachy, dlatego też chce zanieść żabkę do Wróżki, żeby wyjaśniła jej winę. Podczas wędrówki dziewczynki spotykają świetlika Ogniczka, który nie umie świecić oraz przekształconą właśnie w motyla gąsienicę Omide, która nie potrafi fruwać.

## Nagrody
- 1982: Główna nagroda w kategorii filmu animowanego na Międzynarodowym Konkursie Filmów w Giffone (Włochy).
- 1982: Nagroda Specjalna i Dyplom na XV Wszechzwiązkowym Festiwalu Filmowym (Tallin) w kategorii filmów dla dzieci i młodzieży.

## Wersja polska
- Reżyseria: Czesław Staszewski
- Dialogi: Krystyna Kotecka
- Dźwięk: Anatol Łapuchowski
- Montaż: Henryka Gniewkowska
- Kierownictwo produkcji: Edward Kupsz

Głosów użyczyli:
- Anna Łuczyńska
- Magdalena Scholl
- Hanna Mobuda
- Ireneusz Kaskiewicz
- Andrzej Herder
- Michał Szewczyk
- Barbara Marszałek
- Józef Zbiróg

Źródło: